# Гайки (Володимирський район)
Гайки́ — село в Україні, у Оваднівській сільській громаді Володимирського району Волинської області. Населення становить 211 осіб.

## Географія
Селом протікає річка Турія.

## Історія
У 1906 році село Вербської волості Володимир-Волинського повіту Волинської губернії. Відстань від повітового міста 21 верст, від волості 12. Дворів 75, мешканців 320.
До 23 червня 2016 року — адміністративний центр Гайківської сільської ради Турійського району Волинської області.
12 червня 2020 року, відповідно до розпорядження Кабінету Міністрів України № 708-р «Про визначення адміністративних центрів та затвердження територій територіальних громад Волинської області», увійшло до складу Оваднівської сільської територіальної громади.
19 липня 2020 року, в результаті адміністративно-територіальної реформи та ліквідації Турійського району, село увійшло до новоутвореного Володимир-Волинського району (від 18 липня 2022 Володимирського).

## Населення
Згідно з переписом УРСР 1989 року чисельність наявного населення села становила 211 осіб, з яких 97 чоловіків та 114 жінок.
За переписом населення України 2001 року в селі мешкало 210 осіб.

### Мова
Розподіл населення за рідною мовою за даними перепису 2001 року:
| Мова       | Відсоток |
| ---------- | -------- |
| українська | 99,05 %  |
| білоруська | 0,47 %   |
| російська  | 0,47 %   |

## Відомі особистості
В поселенні народилась:
- Кажан Галина Володимирівна (* 1948) — українська актриса.